# King of Hearts (Brandon Lake-album)
A King of Hearts Brandon Lake ötödik stúdióalbuma.  Az album 2025. június 13-án jelent meg a Provident Label Group és a Sony Music Entertainment gondozásában. Két listavezető kislemezt tartalmaz: a  That's Who I Praise-t és a  Hard Fought Hallelujah-t. Az album a Billboard 200 albumlistáján a 7. helyen debütált 37 500 eladott példánnyal. Ezzel Lake először került be a top 10-es listába.

## Háttértörténet
2025. április 2-án jelentette be Lake a King of Hearts album érkezését.
Lake így vallott az album mögött rejlő inspirációról: „Nem azoké, akikben látszólag minden rendben van, hanem azoké, akik őszinték a megtörtségükről és vágyakoznak a Teremtővel való kapcsolatra. Ő a világegyetem, nemzetek, teremtmények, de legfőképp a szívek Ura”.

## Számlista
| 1. | Plans                                                 | Brandon Lake Hank Bentley Jacob Sooter Jordan Colle                                                    | Jacob Sooter Hank Bentley   | 3:46 |
| 2. | King of Hearts                                        | Brandon Lake Hank Bentley Jacob Sooter                                                                 | Jacob Sooter Hank Bentley   | 4:28 |
| 3. | Hard Fought Hallelujah (Jelly Roll közreműködésével)  | Brandon Lake Steven Furtick Benjamin William Hastings Chris Brown Jason Bradley DeFord Rodrick Simmons | Micah Nichols               | 5:16 |
| 4. | Daddy's DNA                                           | Brandon Lake Hank Bentley Jacob Sooter                                                                 | Hank Bentley Jacob Scooter  | 4:30 |
| 5. | I Know a Name (CeCe Winans közreműködésével)          | Brandon Lake Hank Bentley, Steven Furtick Jacob Sooter                                                 | Chris Brown Steven Furtick  | 5:39 |
| 6. | As for Me & My Home                                   | Brandon Lake Benjamin William Hastins Hank Bentley Jacob Sooter                                        | Hank Bentley Jacob Sooter   | 4:14 |
| 7. | The Great I Am Can                                    | Brandon Lake Steven Furtick Jacob Sooter Hank Bentley [ 1 ]                                            | Chris Brown Aaron Robertson | 5:22 |
| 8. | Remember the Miracles (Hank Bentley közreműködésével) | Brandon Lake Brandon Breitenbach Hank Bentley Jacob Sooter Jordan Colle                                | Hank Bentley Jacob Sooter   | 5:32 |

| Második lemez | Második lemez                                             | Második lemez                                                                              | Második lemez             | Második lemez | Második lemez | Második lemez | Második lemez | Második lemez | Második lemez |
| #             | Cím                                                       | Szerző(k)                                                                                  | Producer(ek)              | Hossz         |               |               |               |               |               |
| ------------- | --------------------------------------------------------- | ------------------------------------------------------------------------------------------ | ------------------------- | ------------- | ------------- | ------------- | ------------- | ------------- | ------------- |
| 9.            | Right in the Middle (Christopher Hulvey közreműködésével) | Benjamin William Hastings Brandon Lake Christopher Hulvey Micah Nichols Zac Lawson         | Micah Nichols             | 3:28          |               |               |               |               |               |
| 10.           | But God                                                   | Benjamin William Hastings Brandon Lake Micah Nichols Zac Lawson                            | Micah Nichols             | 3:14          |               |               |               |               |               |
| 11.           | Watch This!                                               | Brandon Lake Hank Bentley Jacob Sooter Steven Furtick                                      | Hank Bentley Jacob Sooter | 4:36          |               |               |               |               |               |
| 12.           | Spare Change                                              | Brandon Lake Hank Bentley Jacob Sooter Micah Nichols                                       | Hank Bentley Jacob Sooter | 4:56          |               |               |               |               |               |
| 13.           | Ghost Stories                                             | Brandon Lake Hank Bentley Jacob Sooter Jordan Colle                                        | Jacob Sooter Hank Bentley | 4:48          |               |               |               |               |               |
| 14.           | Sevens                                                    | Brandon Lake Hank Bentley Jacob Sooter Micah Nichols Steven Furtick                        | Micah Nichols             | 4:21          |               |               |               |               |               |
| 15.           | That's Who I Praise                                       | Brandon Lake Steven Furtick Benjamin William Hastings Micah Nichols Zac Lawson Jake Lawson | Michal Nichols            | 3:48          |               |               |               |               |               |
| 16.           | The Half Has Not Been Told                                | Brandon Lake Jason Ingram Steven Furtick                                                   | Hank Bentley Jacob Sooter | 5:34          |               |               |               |               |               |
| 73:06         |                                                           |                                                                                            |                           |               |               |               |               |               |               |

| Deluxe kiadás | Deluxe kiadás                                        | Deluxe kiadás                                                                             | Deluxe kiadás                           | Deluxe kiadás | Deluxe kiadás | Deluxe kiadás | Deluxe kiadás | Deluxe kiadás | Deluxe kiadás |
| #             | Cím                                                  | Szerző(k)                                                                                 | Producer(ek)                            | Hossz         |               |               |               |               |               |
| ------------- | ---------------------------------------------------- | ----------------------------------------------------------------------------------------- | --------------------------------------- | ------------- | ------------- | ------------- | ------------- | ------------- | ------------- |
| 17.           | 1,000,000 Reasons Why                                | Brandon Lake Benjamin William Hastings Hank Bentley Jacob Sooter Micah Nichols            | Micah Nichols Jacob Sooter Hank Bentley | 3:22          |               |               |               |               |               |
| 18.           | Golgotha                                             | Brandon Lake Benjamin William Hastings Micah Nichols Zac Lawson                           | Micah Nichols                           | 5:49          |               |               |               |               |               |
| 19.           | As For Me & My Home (Gabby Barrett közreműködésével) | Benjamin William Hastings Brandon Lake Hank Bentley Jacob Sooter                          | Hank Bentley Jacob Sooter               | 4:06          |               |               |               |               |               |
| 20.           | Daddy's DNA (Breanna Nix közreműködésével)           | Brandon Lake Elizabeth Hashley Hank Bentley Jacob Sooter Leon Gregory Solo Ray Zak Dillon | Hank Bentley Jacob Sooter               | 3:03          |               |               |               |               |               |
| 21.           | Sevens (élő)                                         | Brandon Lake Jacob Sooter Micah Nichols Steven Furtick                                    | Micah Nichols                           | 4:30          |               |               |               |               |               |
| 22.           | But God (élő)                                        | Benjamin William Hastings Brandon Lake Micah Nichols Zac Lawson                           | Micah Nichols                           | 3:19          |               |               |               |               |               |
| 23.           | Daddy's DNA (élő)                                    | Brandon Lake Elizabeth Hashley Hank Bentley Jacob Sooter Leon Gregory Solo Ray Zak Dillon | Micah Nichols                           | 4:26          |               |               |               |               |               |
| 24.           | Hard Fought Hallelujah                               | Brandon Lake Steven Furtick Benjamin William Hastings Chris Brown Rodrick Simmons         | Micah Nichols                           | 5:16          |               |               |               |               |               |
| 1:47:00       |                                                      |                                                                                           |                                         |               |               |               |               |               |               |

| 17. | Hard Fought Hallelujah (Jelly Roll közreműködésével , élő) | Mark Thomas |  |

## Fordítás
Ez a szócikk részben vagy egészben  a   King of Hearts (Brandon Lake album) című angol Wikipédia-szócikk fordításán alapul.  Az eredeti cikk szerkesztőit annak laptörténete sorolja fel. Ez a jelzés csupán a megfogalmazás eredetét és a szerzői jogokat jelzi, nem szolgál a cikkben szereplő információk forrásmegjelöléseként.